# Tp17
Tp17 – oznaczenie na PKP austriackiego parowozu towarowego serii kkStB 174. Produkowany w latach 1906-1914 przez austriackie zakłady Floridsdorf w Linzu w ilości 44 parowozów. Po pierwszej wojnie światowej 19 parowozów trafiło do kolei polskich. Po drugiej wojnie światowej polskie koleje eksploatowały 11 parowozów, które w 1953 roku zostały wycofane z eksploatacji.